# 634 هـ
634 هـ هي سنة في التقويم الهجري امتدت مقابلةً في التقويم الميلادي بين سنتي 1236 و1237.

## وفيات
- ابن ياسين
- ياسمين بنت سالم بن علي